# قطعنامه ۲۰۸۸ شورای امنیت
قطعنامهٔ ۲۰۸۸ شورای امنیت سازمان ملل متحد سندی بین‌المللی دربارهٔ وضعیت در جمهوری آفریقای مرکزی است. این قطعنامه طی نشست شورای امنیت سازمان ملل متحد در تاریخ ۲۴ ژانویه ۲۰۱۳ میلادی با ۱۵ رأی موافق، ۰ مخالف و ۰ ممتنع به تصویب رسید.